# 三重農政事務所
三重農政事務所（みえのうせいじむしょ）は、農林水産省の地方支分部局である東海農政局の出先機関だった。
2011年（平成23年）9月1日施行の「農林水産省設置法の一部を改正する法律」によって廃止された。

## 組織
- 津地域センター（三重県津市広明町）
  - 伊勢支所（三重県伊勢市勢田町）

## 管内事務所
- 宮川用水第二期農業水利事業所（三重県伊勢市御薗町新開）
  - 宮川用水第二期農業水利事業所

## 周辺
- 三重県護国神社
- 三重県庁舎
  - 三重県議会議事堂